# Estniska reformpartiet
Estniska reformpartiet estniska: Eesti Reformierakond (ER) är ett marknadsliberalt politiskt parti i Estland. Partiets första ordförande var Siim Kallas, sedermera premiärminister och därefter vice ordförande för Europeiska kommissionen, och sedan 2018 är hans dotter Kaja Kallas partiledare. Reformpartiet är sedan länge Estlands största parti, och tidigare partiledaren Taavi Rõivas var 2014–2016 Estlands premiärminister. Partiet har ofta varit i regeringsställning och sedan januari 2021 är Reformpartiet åter regeringsparti och största parti i Kaja Kallas och Kristen Michals regeringar.
Partiet är fullvärdig medlem i Liberala internationalen och Alliansen liberaler och demokrater för Europa (ALDE).

## Valresultat
I 2007 års val till den estländska riksdagen fick partiet 27,8 % av röstetalet, i valet 2011 28,6 % och i valet 2015 27,7 % och 30 av Riigikogus 101 mandat. Partiet har länge suttit i regeringskoalition med partiet Fäderneslandet och Res Publica, men 2014 när partiledaren Andrus Ansip avgick både som partiledare och statsminister och ersattes av Taavi Rõivas bytte Reformpartiet till koalition med Socialdemokraterna. Regeringskoalitionen upplöstes i november 2016, då regeringen Rõivas förlorade en misstroendeomröstning och Reformpartiet tvingades gå i opposition. Under Kaja Kallas ledning uppnådde partiet 28,8 procent eller 34 mandat i valet 2019 och blev därmed största parti.
Partiet har två av Estlands sex mandat i Europaparlamentet.

## Profilfrågor
En av partiets profilfrågor har varit att bibehålla Estlands internationellt uppmärksammade platta och likformiga skattesystem där för närvarande (2015) skattesatsen är 21 %. Partiet har som uttalat mål att ytterligare sänka skatten. Inför valet 2015 har partiet som profilfråga att göra Estland till ett "nytt nordiskt land" med moderna välfärdssystem, tydligt fastställd yttrandefrihet och en "ökande befolkning", vilket är en hänvisning till Estlands tidvis något oharmoniska nationalitetsfrågor.

## Partiledare
- Siim Kallas 1994–2004 (premiärminister 2002–2003)
- Andrus Ansip 2004–2014 (premiärminister 2005–2014)
- Taavi Rõivas 2014–2017 (premiärminister 2014–2016)
- Hanno Pevkur 2017–2018
- Kaja Kallas 2018– (premiärminister 2021–)